# Monika von Starck

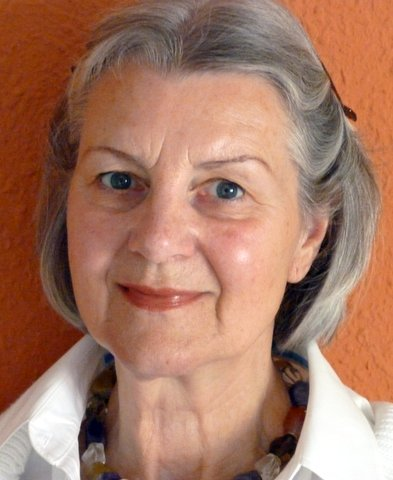
Monika von Starck (2011)

Monika von Starck (* 3. Februar 1939 in Köln als Monika Helen Hußmann)  ist eine deutsche zeitgenössische Künstlerin, die mit ihren Gemälden im Stil des Expressionismus bekannt wurde.

## Leben
Monika von Starck ist die Tochter des Zeichners und Grafikers Heinrich Hußmann, ihre Mutter Simone war Malerin.
Monika von Starck studierte Philosophie und Germanistik an der Universität zu Köln und Freie Malerei an der Kunstakademie Düsseldorf. Nach eigenen Angaben war ihr wichtigster Lehrer der abstrakte Maler Joseph Fassbender, der ihre Ambitionen der figürlichen Darstellung gegen den Trend der zu der Zeit propagierten Richtung unterstützte. 1964 wechselte sie für ein Jahr an die Hochschule für Bildende Künste in Berlin, um das Studium in der Fachrichtung Kunsterziehung an Höheren Schulen neben der Freien Malerei mit dem Staatsexamen abzuschließen. Von 1969 bis 1973 lehrte sie an zwei Kölner Gymnasien Kunst und leitete von 1978 bis 1980 das Fach Malen und Zeichnen an der Volkshochschule Köln. Seit 1970 ist sie als freie Künstlerin tätig.
Nach dem Studium heiratete sie 1966 Burkhard von Starck, 1970 wurde der Sohn Adrian geboren.

## Werk

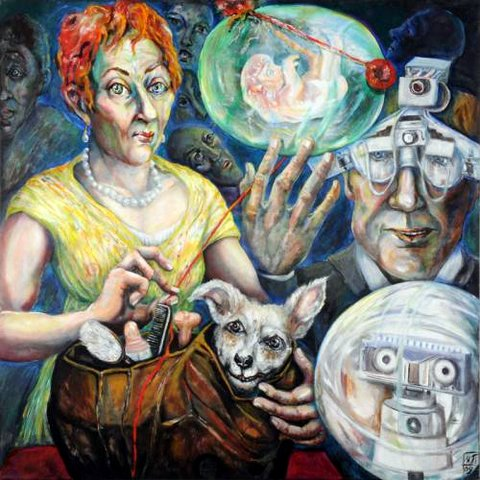
„Mutterliebe und Fürsorge, von der Evolution zur Erhaltung der Arten entwickelt, geht beim Menschen unserer Zeit immer absurdere Wege. Während sich die Frau dem Hund widmet, nimmt sich die Wissenschaft des menschlichen Embryos an.“ Monika von Starck

Monika von Starck malt in der Tradition der Expressionisten wie George Grosz, Max Beckmann und Otto Dix. Im Mittelpunkt ihrer großformatigen Ölgemälde steht immer der Mensch. Sie möchte zeigen, „auf welch unterschiedliche Weise Menschen ihrer Umwelt ausgeliefert sind und wie sie versuchen sich zu schützen, wie sie sich bemühen, mit ihr fertig zu werden oder sich ihr zu entziehen. Die Malerin bedient sich einer eigenen Symbolsprache und verquickt die Elemente verschiedener Mythen so mit ihren Fantasien.“ (Wibke von Bonin)
Seit 1966 zeigt Monika von Starck ihre Arbeiten in zahlreichen Gruppen- und Einzelausstellungen im In- und Ausland. Arbeiten befinden sich in privaten und öffentlichen Sammlungen, zum Beispiel im Kölner Käthe-Kollwitz-Museum und im Kölnischen Stadtmuseum, Museum des Historischen Zentrums Wuppertal, Städtische Sammlung Hannover-Langenhagen.

## Bücher
- Die Farben von Abgrund und Glück, Autobiographie, 2024, Dittrich Verlag, Köln, ISBN 978-3-910732-20-9

## Ausstellungen

### Einzelausstellungen
- 1966   Galleria Numero, Venedig, Casa della Cultura, Livorno, International Art Center del Elba
- 1968   Galerie Brunner, Luzern
- 1974   K – Galerie Mülheim/Ruhr
- 1975   Galerie Das Fenster, Düren
- 1978   Kunstverein Frechen
- 1984   Rathaus Pulheim
- 1991   Städtische Galerie Wesseling,
- 1993   Galerie Kunstschalter Köln
- 1994   Oberbergischer Kunstverein/Theater Gummersbach
- 1995   Galerie Jahnhorst und Preuß, Berlin, Wanderausstellungen
- 1996   Rathausgalerie, Brühl/Rheinland
- 1998   Galerie Benninger, Köln
- 1999   Club Culturel Tahar Haddad Tunis;/Kunstkabinett Knauf Köln; Galerie Benninger.
- 2000   Kunstsalon Köln
- 2001   Langenhagener Frauenkulturtage Rathaus Langenhagen; Erlöserkirche Köln-Sürth, -Apokalypse-; Kunstkabinett Knauf
- 2003  KDA Köln
- 2004  Kunstverein Wesseling: Urania, Berlin
- 2006  Kunstsalon Köln
- 2008  Celebrities,  Stadtbibliothek Köln
- 2010  Mururoa, Kulturbunker Köln
- 2011  Kunsthaus Rhenania
- 2012  Kraftfeld Leinwand, Werkschau im Museum Historisches Zentrum Wuppertal[8]
- 2014 LINIENLUST, Monika von Starck – Zeichenbücher Kunst- und Museumsbibliothek der Stadt Köln
- 2014 Rautenstrauch-Joest-Museum Köln: "Istanbul" Ausstellung und Lesung
- 2015  Galerie Phönix Köln "Am Puls der Zeit"
- 2016  Galerie Hartung-Köln: "Existenzen"
- 2016  Galerie Timeless-Art-Köln

### Gruppenausstellungen
- 1967   Große Berliner Kunstausstellung
- 1968   Kunstverein Köln
- 1975   August Macke-Preis, Meschede
- 1976   Beethovenhalle Bonn
- 1982   Arteder Muestra International de Obra Grafica, Bilbao
- 1987   Interart-Galerie Köln
- 1997   Kunstpreis Wesseling
- 1998   Galerie Benninger Köln;  Kölnisches Stadtmuseum;   Kunstpreis Wilhelm-Fabry-Museum, Hilden
- 2000   art and pray, Alte Lederfabrik, Köln; Kunstmesse Köln
- 2001   Kunstkabinett Knauf: Wirklich – Unwirklich; / Galerie Benninger: Pia; / Kunstmesse Köln
- 2002   „In situ“ Anatomisches Institut der Universität Köln; / Kunstkabinett Knauf; / Museum Wehrturm Porz: „United Art“ Elementarstrukturen; / Deutsche Welle Köln; / Hamburger Kunstmesse; / Köln-Salon.
- 2004   Universität Köln (durch Köln-Salon): Selbstbildnisse
- 2007   Galerie Benninger Köln
- 2008   Baden-Baden zur Verleihung des Otto-Mühlschlegel-Preises / Robert-Bosch-Stiftung
- 2010   Kunsthaus Rhenania-Köln, Kunstverein Wesseling Jubiläumsausstellung, Beteiligung  an der Ausstellung Josef Fassbender in Köln mit 1 Großporträt
- 2012   Ausstellung Kattowitz-Städtepartnerschaft: Köln-Kattowitz
- 2013   2. Kunstmarkt Kunsthalle Köln-Lindenthal
- 2014  Internationale Kunstausstellung Altes Pfandhaus, Köln

## Kunstpreise
- 1990   Internationaler Preis für Malerei Premio Agazzi, Bergamo, Italien – Goldmedaille für das Bild CITTA
- 1991   Internationaler Preis für Aquarellmalerei  Premio Agazzi, Bergamo, Italien – Silbermedaille für das Bild VANITAS
- 2011   Kunstpreis Rhenania Köln

## Mitgliedschaften
- Von 1962 bis 1994 GEDOK Köln, seit 1994 Kunstsalon Köln
- Seit 2001 Berufsverband Bildender Künstler